# モルガーノ
モルガーノ（伊: Morgano）は、イタリア共和国ヴェネト州トレヴィーゾ県にある、人口約4,400人の基礎自治体（コムーネ）。

## 地理

### 位置・広がり

#### 隣接コムーネ
隣接するコムーネは以下の通り。括弧内のPDはパドヴァ県所属を示す。
- イストラーナ
- パエーゼ
- ピオンビーノ・デーゼ (PD)
- クイント・ディ・トレヴィーゾ
- ゼーロ・ブランコ

### 気候分類・地震分類
気候分類では、zona E, 2396 GGに分類される。
また、イタリアの地震リスク階級 (it) では、zona 2 (sismicità media) に分類される。